# Крєпкогорська Муза Вікторівна
Муза Вікторівна Крєпкогорська (рос. Му́за Ви́кторовна Крепкого́рская; нар. 9 липня 1924, Москва, Російська РФСР — пом. 26 червня 1999, Москва, Росія) — радянська та російська актриса.

## Життєпис
Закінчила Всесоюзний державний інститут кінематографії (1948, майстерня С. А. Герасимова, Т. Ф. Макарової). Працювала у Театрі-студії кіноактора.
Дружина актора Георгія Юматова.
Похована на Ваганьковському кладовищі.

## Вибрана фільмографія
- Поїзд йде на схід (1947)
- «Щедре літо» (1950, Дарка),
- «Цвях програми» (1955, Дуняша),
- «У гонитві за славою» (1956, Зіночка),
- «Шляхи і долі» (1956, Таня),
- «Академік з Асканії» (1961)
- «Перший тролейбус» (1964, диспетчер),
- «Хочете — вірте, хочете — ні ...» (1964, Шульгіна)
- «Якщо є вітрила» (1969),
- «Аеропорт зі службового входу» (1986, начальник служби харчування),
- «П'ять листів прощання» (1987),
- «Топінамбури» (1987),
- «Гріх» (1992).